# 金花乡 (眉山市)
金花乡，是中华人民共和国四川省眉山市东坡区曾经下辖的一个乡。2019年12月，撤销金花乡，原金花乡金江村、红阳村所属行政区域划归崇礼镇管辖，原金花乡通政街社区、正义村、长山埂村、白塔村、金花村、红陵村所属行政区域为复兴镇的行政区域。

## 行政区划
金花乡撤销前下辖以下地区：
通政街社区、金花村、红陵村、红阳村、正义村、长山埂村、白塔村和金江村。